# Dobos Barna
Dr. Dobos Barna (1970. május 12. –) magyar UEFA pro licences labdarúgóedző.
2005-től 2012-ig utánpótlásedzőként dolgozott a Dunaújváros, a Videoton és a Puskás Akadémia korosztályos csapatainál.
2012-ben vette át a Dunaújváros NB3-as felnőtt csapatát, amellyel 2013-ban megnyerte a bajnokságot és egyből feljutott az Nb2-be.
A 2013-2014-es szezonban újra bravúrt hajtott végre csapatával, másodikként végezve visszavezette a Dunaújvárost az Nb1-be.
2018 szeptemberében a Zalaegerszegi TE vezetőedzője lett. A kék-fehérekkel első idényében fölényesen nyerte meg az NB2-es bajnokságot, és ezzel hét év után az élvonalba vezette a Zalaegerszeg csapatát. 2020 májusában a Szeged-Csanád Grosics Akadémia vezetőedzőjének nevezték ki. A gyengébb őszi eredmények miatt még ebben az évben menesztették is a csapat éléről. 2021 márciusában a Győri ETO edzője lett. A 2022. június 30-ig érvényes szerződését 2021 júniusában felbontotta a Győr.